# 통영 초등학생 살인 사건
통영 초등학생 살인 사건(統營初等學生殺人事件)은 2012년 7월 16일 오전 7시 30분경에 경상남도 통영시 산양읍 신전리에서 김점덕이 이웃 초등학생을 납치하여 살해한 사건이다.

## 사건의 전말
피의자 김점덕은 오전 7시 30분경 피해자 한아름(당시 산양초등학교 4학년) 양을 자신의 트럭에 태운 뒤 성추행하려다 저항하자 살해한 뒤 시신을 야산에 유기하였다.

## 실종 신고, 범인 검거
7월 16일 오후 10시경, 피해자의 아버지는 딸 아름이가 저녁늦게까지 귀가하지 않자, 산양지구대에 실종신고를 했다. 용의자 김점덕이 검거되기전 자신이 목격자인 것처럼 위장해서 인터뷰를 시도하였다. 7월 22일 새벽, 용의자 김점덕이 체포되었으며 그의 집에서는 아동 포르노가 70여 장 발견되었다. 피해자의 시신은 같은 날 오전 인평동 한 야산에서 발견되었고 검찰측은 이를 근거로 김점덕을 살인 및 미성년자 약취 유인죄로 기소하였다.

## 사건 이후
창원지방법원 통영지원 박종훈 판사는 피의자 김점덕에게 10월 20일 살인 및 미성년자 약취 유인죄로 무기징역을 판결을 내렸으며, 2013년 1월 16일에는 항소심에서도 무기징역을 선고받았다. 같은 해 4월 25일 대법원은 피고인에 대한 무기징역 원심이 부당하지 않음을 인정하면서도 피고인이 전자발찌 장착과 신상공개명령에 대해서도 같이 항소한 만큼 이 부분에 대해서도 심리를 진행할 필요성이 있음을 지적하며 사건을 고등법원으로 돌려보냈다. 2014년, 파기환송심과 최종심을 거쳐 무기징역형을 최종 확정받았다.

## 같이 보기
- 안양 초등학생 납치 살해 사건